# واولندری
واولندری (به فرانسوی: Vaulandry) یک کمون در فرانسه است که در Canton of Baugé واقع شده‌است.

## خصوصیات
واولندری ۲۷٫۶۵ کیلومترمربع مساحت و ۲۶۵ نفر جمعیت دارد و ۳۰ متر بالاتر از سطح دریا واقع شده‌است.